# Cassis tuberosa
Espèce
Cassis tuberosa est une espèce de mollusques gastéropodes appartenant à la famille des Cassidae.
- Répartition : côtes est des Amériques.

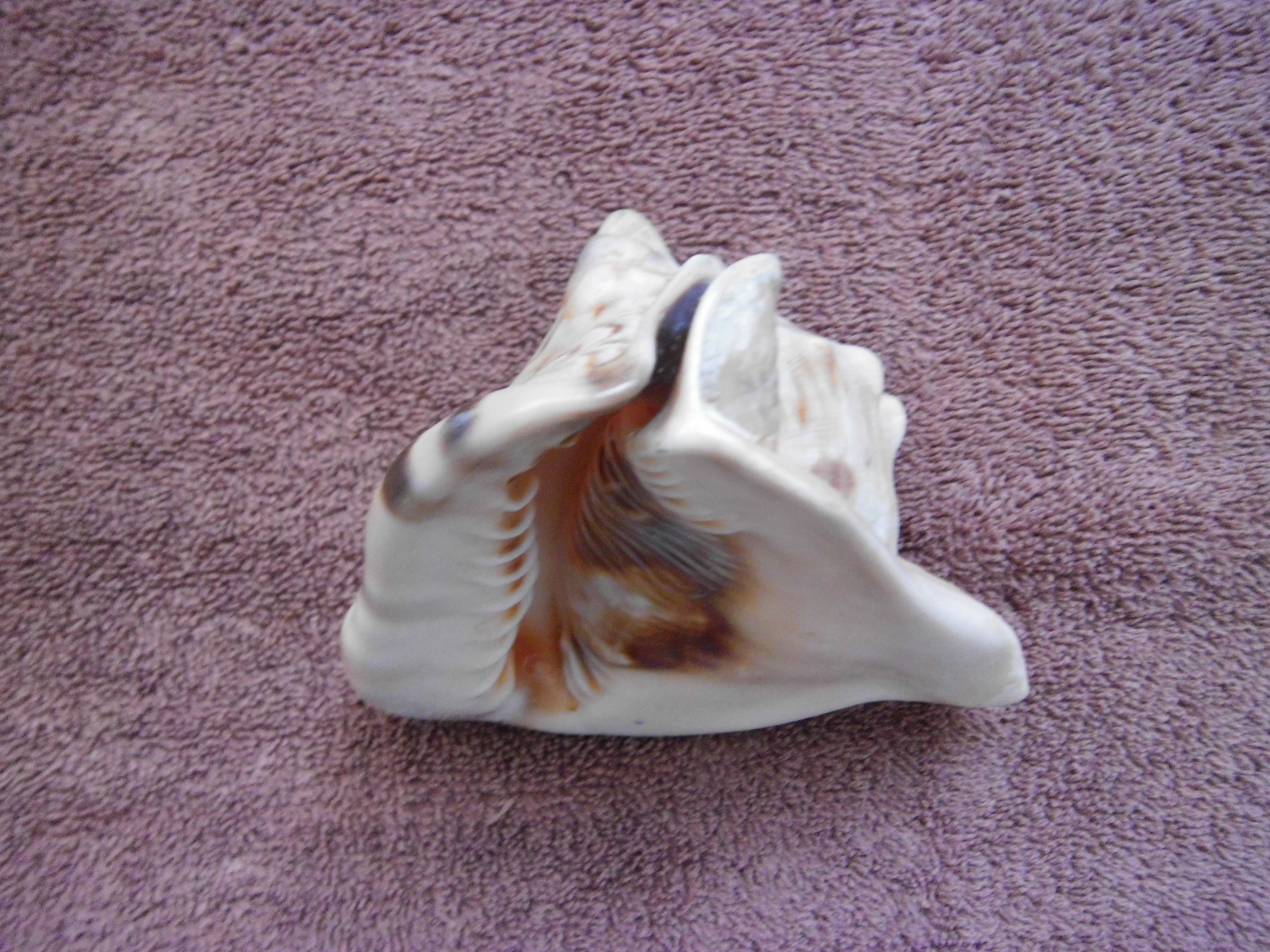
Coquille de Cassis tuberosa

- Longueur : 20 cm.

## Source
- Arianna Fulvo et Roberto Nistri (2005). 350 coquillages du monde entier. Delachaux et Niestlé (Paris) : 256 p.  (ISBN 2-603-01374-2)